# Hidde Klaas Schrage
Hidde Klaas Schrage (* 15. Februar 1883 in Usquert, Gemeinde Eemsmond, Niederlande; † 24. November 1952 in Zürich) war ein Niederländischer Maschinenbau-Ingenieur bei AEG in Berlin, Stockholm, Paris und Baden.
Er entwickelte den Schrage-Motor, einen Wechselstrom-Kommutatormotor, dessen Drehzahl sich durch Änderung der Position der Bürsten verändern ließ.

## Familie
Seine Eltern waren Hendrik Schrage (* 1853 in Nieuwolda) und Hilje, geb. Westerdijk (* 1857 in Uithuizen). Im März 1924 heiratete er Anna Elisabeth de Haas (* 1890 in Ophemert). 1927 wurde ihr Sohn Hendrik Hidde Schrage geboren.